# Alycia Parks
Alycia Michelle Parks (nascida em 31 de dezembro de 2000) é uma tenista profissional americana. 
Parks tem a melhor classificação de simples de sua carreira pela WTA de nº 40, alcançada em 14 de agosto de 2023. Ela também tem a melhor classificação de duplas de sua carreira de nº 27 mundial, alcançada em 11 de setembro de 2021.

## Carreira

### 2021: Estreia no WTA Tour e Grand Slam, recorde de saque mais rápido
Parks fez sua estreia na chave principal do WTA Tour no MUSC Health Open em Charleston, tendo passado pela qualificatória como suplente. Ela derrotou a também vinda da qualificatória Grace Min em sets diretos na primeira rodada, antes de perder para a primeira "cabeça de chave" e eventual vice-campeã Ons Jabeur também em sets diretos na segunda.
Em sua partida de primeira rodada no US Open, a qual perdeu para Olga Danilovic ela igualou o recorde de Venus Williams de saque mais rápido de uma mulher que o torneio já havia registrado de 129 mph (207,6 km/h).

### 2022: Avanços, vitória entre as Top 10, primeiro título de duplas, Top 75
Parks fez sua sexta participação em chaves principais da carreira, avançando para a segunda rodada do Aberto da Alemanha em Berlim depois de passar pela qualificatória. Como resultado, ela atingiu o ponto mais alto de sua carreira, subindo 34 posições, de 169 para 135, em 20 de junho de 2022.
Classificada em 144º lugar no ranking quando participou do Ostrava Open, ela passou pela qualificatória e derrotou a ex-nº 1 do mundo, Karolína Plíšková, para sua primeira vitória entre as 20 primeiras e em seguida derrotou a N° 7 do mundo e quarta cabeça de chave, Maria Sakkari, por sua primeira vitória entre as 10 primeiras para chegar às quartas de final de um torneio da WTA. No mesmo torneio, na chave de duplas, ela conquistou seu primeiro título do WTA Tour, ao lado de Caty McNally. Como resultado, ela fez sua estreia no top 125 em simples e no top 100 em duplas, na 79ª posição em 10 de outubro de 2022.
Em dezembro, ela alcançou o top 75 em simples e o top 60 em duplas, após dois títulos consecutivos de simples e um em duplas no Circuito de challengers da WTA.

### 2023: Primeiro título WTA, vitória entre as Top 5, Top 40 em simples e duplas, título de duplas em WTA 1000
Como cabeça de chave na qualificatória do Australian Open, Parks perdeu na segunda rodada para  Sára Bejlek. No mesmo torneio, Parks chegou à terceira rodada de duplas em sua estreia neste major, em parceria com Oksana Kalashnikova. Elas perderam para as eventuais campeãs, Barbora Krejčíková e Katerina Siniaková.
No Lyon Open, ela alcançou sua primeira semifinal do WTA Tour derrotando Julia Grabher [en], a quarta cabeça de chave Petra Martić e a sétima cabeça de chave Danka Kovinić. Ela derrotou Maryna Zanevska para chegar à sua primeira final do WTA Tour. Em seguida, ela derrotou Caroline Garcia, registrando sua primeira vitória no top 5, para reivindicar seu primeiro título do WTA Tour. Como resultado, ela alcançou novos recordes de carreira entre as 50 primeiras, em duplas no 43º lugar em 13 de fevereiro de 2023 e em simples no 50º lugar em 27 de fevereiro de 2023.
No Aberto de Madrid, ela derrotou a 15ª cabeça-de-chave Victoria Azarenka, em dois sets, para passar para a terceira rodada pela primeira vez no nível WTA 1000.
Ela alcançou sua segunda final de duplas do WTA Tour em Birmingham com Storm Hunter.
Parks chegou à segunda rodada de Wimbledon antes de perder para Ana Bogdan em jogo de três sets. Ela também chegou à segunda rodada do Aberto do Canadá, perdendo para Belinda Bencic em jogo de três sets, e em Cincinnati, perdendo para Aliaksandra Sasnovich também em jogo de três sets.
Em duplas em Cincinnati, Parks fez dupla com Taylor Townsend pela primeira vez. Parks e Townsend conquistaram o título, derrotando Nicole Melichar-Martinez e Ellen Perez na final. Em novembro ela chegou à semifinal do Down Tennis Classic, a qual perdeu para Anna Kalinskaya em jogo de três sets.

### 2024: Terceira rodada em Major, fora das Top 100
No Australian Open, Parks chegou à terceira rodada de um Grand Slam pela primeira vez em sua carreira com vitórias sobre Daria Snigur e a 32ª cabeça de chave Leylah Fernandez, antes de ser eliminada na terceira rodada pela quarta cabeça de chave Coco Gauff, em sets diretos. Apesar deste resultado, ela caiu do top 100 em 5 de fevereiro de 2024, não conseguindo defender seus pontos de campeã no Lyon Open, que foi cancelado na temporada de 2024. Na chave de duplas do Miami Open, ela chegou às semifinais em parceria com Asia Muhammad antes de perderem para a dupla segunda cabeça de chave, Gabriela Dabrowski e Erin Routliffe. Como resultado, ela voltou ao top 30, na 29ª posição no ranking de duplas, em 1º de abril de 2024.
Na temporada em quadras de saibro, Parks não obteve nenhum sucesso, ficando sempre nas primeiras rodadas dos torneios que participou. No Aberto da França, não passou pela qualificatória.
Parks deu início à temporada em quadras de grama pelo Nottingham Open, no qual perdeu na primeira rodada para a cabeça de chave N° 6 e eventual vice-campeã, Karolína Plíšková, em sets diretos. Depois disso, ela tentou o Veneto Open, no qual foi muito bem sucedida. Na chave de simples, passou pela qualificatória e depois de ter vencido cinco partidas, chegou à final contra a compatriota Bernarda Pera, jogo que venceu bem em sets diretos, ficando com o título. Na chave de duplas, em parceria com Hailey Baptiste [en], elas foram campeãs, vencendo na final a dupla tcheca Miriam Kolodziejová [en] / Anna Sisková [en], em sets diretos. Em seguida, tentou o Torneio de Wimbledon, no qual, passou pela qualificatória sem perder nenhum set, mas estreou na chave principal contra a "wild card", Caroline Wozniacki, jogo que perdeu em sets diretos.
De volta às quadras de saibro, Parks participou do Polish Open, no qual, depois de passar por Ania Hertel [en], por Linda Klimovicova [en], por Isabella Shinikova [en] nas quartas de final e por Leonie Kung [en] na sua semifinal, enfrentou Maya Joint [en] na final, jogo que venceu de virada em três sets, conquistando seu quarto título de WTA Challenger.